# Villa del Prado (Córdoba)
Villa del Prado es una comuna situada en el departamento Santa María, provincia de Córdoba, Argentina.
Se encuentra ubicada sobre la ruta provincial N.º 5, que vincula la capital provincial con la cabecera departamental, la ciudad de Alta Gracia, distando 32 y 7 km de ellas respectivamente.
La mayoría de los pobladores de la localidad, de condición socioeconómica muy humilde, se dedican a la fabricación de ladrillos de barro cocido, en los "cortaderos" de la zona. Otros trabajan en un aserradero de pinos, o fuera de la población, en la ciudad de Alta Gracia.

## Población
Cuenta con 1,476 habitantes (Indec, 2010), lo que representa un incremento del 41% frente a los 1,044 habitantes (Indec, 2001) del censo anterior. En el censo de 2001 estaban discriminados entre 882 de la localidad propiamente dicha, y otros 162 de Villa La Donosa, ubicada ruta de por medio.
El censo provincial de población de 2008, que incluye la población rural, determinó una población de 1353 habitantes, un 115,1 % más que en el anterior censo provincial de 1996, cuando tenía 629 moradores. Asimismo indica que la población viene creciendo a un ritmo del 9,6 % anual.
| Gráfica de evolución demográfica de Villa del Prado entre 1991 y 2010 |
|                                                                       |
| Fuente: censos nacionales del INDEC                                   |

## Sismicidad
La sismicidad de la región de Córdoba es frecuente y de intensidad baja, y un silencio sísmico de terremotos medios a graves cada 30 años en áreas aleatorias. Sus últimas expresiones se produjeron:
- 22 de septiembre de 1908 (116 años), a las 17.00 UTC-3, con 6,5 Richter, escala de Mercalli VII; ubicación 30°30′0″S 64°30′0″O / -30.50000, -64.50000; profundidad: 100 km; produjo daños en Deán Funes, Cruz del Eje y Soto, provincia de Córdoba, y en el sur de las provincias de Santiago del Estero, La Rioja y Catamarca[3]

- 16 de enero de 1947 (78 años), a las 2.37 UTC-3, con una magnitud aproximadamente de 5,5 en la escala de Richter (terremoto de Córdoba de 1947)[2]

- 28 de marzo de 1955 (70 años), a las 6.20 UTC-3 con 6,9 Richter: además de la gravedad física del fenómeno se unió el desconocimiento absoluto de la población a estos eventos recurrentes (terremoto de Villa Giardino de 1955)

- 7 de septiembre de 2004 (20 años), a las 8.53 UTC-3 con 4,1 Richter

- 25 de diciembre de 2009 (15 años), a las 21.42 UTC-3 con 4,0 Richter